# Sonja Peltola
Sonja Peltola es una deportista finlandesa que compite en remo. Ganó una medalla de plata en el Campeonato Mundial de Remo en Sala de 202, en la prueba de 500 m.

## Palmarés internacional
| Campeonato Mundial | Campeonato Mundial   | Campeonato Mundial | Campeonato Mundial |
| Año                | Lugar                | Medalla            | Prueba             |
| ------------------ | -------------------- | ------------------ | ------------------ |
| 2023               | Mississauga (Canadá) | Medalla de plata   | 500 m              |